# Sprent River
Der Sprent River ist ein Fluss im Südwesten des australischen Bundesstaates Tasmanien. 

## Geografie

### Flusslauf
Der rund 19 Kilometer lange Sprent River entspringt an den Westhängen von The Twins an der Westgrenze des Franklin-Gordon-Wild-Rivers-Nationalparks. Er fließt zunächst nach Norden und dann entlang der King Billy Range nach Osten. Etwa ein Kilometer südlich der Siedlung Grinings Landing mündet der Sprent River in den Gordon River.

### Nebenflüsse mit Mündungshöhen
- Percy River – 160 m[1]